# 台灣公共廣播電視集團
臺灣公共廣播電視集團（Taiwan Broadcasting System），簡稱TBS、臺灣公廣集團、公廣集團，是台灣第一個、亦是目前唯一的公共媒體事業群，由公視基金會和中華電視公司兩個中華民國政府捐贈出資的媒體機構組成，於2006年7月1日成立。現階段以經營電視媒體為主，未來計劃納入廣播服務，遠程發展以英國的BBC、美國的PBS、日本的NHK、韓國的KBS等國際知名公共媒體機構為目標。

## 沿革

### 2001年
- 10月29日：行政院新聞局長蘇正平在立法院作施政報告時表示，行政院新聞局將推動「無線電視公共化」，首先的目標是臺灣電視公司（臺視）與中華電視公司（華視）；他說，政治勢力退出臺視與華視，將是媒體公共化的基礎。[2]

### 2003年
- 2月11日：民主進步黨中央常務委員會（中常會）全數通過決議，全力支持「黨政軍退出媒體」政策，並將責成立法院黨團在立法院下一個會期完成《廣播電視法》修正案，全黨公職人員不得介入媒體經營。[3]

### 2004年
- 3月：媒體改造學社（媒改社）等團體發起「媒體要改革，公民來連署——讓我們催生公共廣播電視集團」連署行動。[4]
- 5月17日：行政院新聞局針對臺視與華視處理辦法舉辦公聽會，但並未邀請任何媒體改革團體與民間團體參加。同日上午10:30－11:00，媒改社、傳播學生鬥陣（傳學鬥）、臺灣媒體觀察教育基金會（媒觀會）、民間司法改革基金會（民間司改會）、臺灣促進和平文教基金會、臺灣人權促進會（臺權會）、臺灣國際勞工協會（TIWA）於臺北國際藝術村共同召開「搶救廣電公共財，反對賤賣臺華視」記者會，抨擊：「據聞新聞局竟有意提出將臺、華視私有化，出賣給財團的解決方案。過去三、四十年來被黨（政黨）、政（政府）所不當『佔用』的廣電公共財，不但沒有回到全民手中、為全民服務，反而被政府擅自出售給少數財團，成為財團生財工具，繼續不當『佔用』！我們認為，此舉至少有三點嚴重錯誤：㈠廣電頻譜屬於公共財，必須要為公共所有所用，出售私人財團不符正義；㈡財團經營的商業電視是臺灣電視生態惡化的病源，將臺、華視私有化只會繼續惡化電視環境，無法為公民提供良善公共服務；㈢將臺、華視私有化，完全違背甫連任的陳水扁總統2000年競選時的『無線電視公共化』政策主張。」[5]同日，這些團體共同發起「黨政軍滾出來，爛財團不要來」抗議行動，在行政院新聞局前抗議，要求陳水扁政府落實陳水扁於2000年競選總統時提出的《傳播政策白皮書》，落實華視與臺視公共化，以及成立一個公共廣播電視集團。[6][7]同日，行政院新聞局局長黃輝珍在立法院接受訪問時表示，對於臺視與華視的未來，「尚未做政策決定」，但新聞局已研擬三個方案，「包括『兩台公共化』、『兩台民營化』及『一公一民』（一台公共化、一台民營化），至今沒有排除任何一項方案」，目前不會急著決定，將由行政院組成委員會或小組來決定。[8]
- 6月5日：行政院新聞局局長林佳龍接受《中國時報》專訪時表示，將以「具有民營化活力的公共化方案」為無線電視公共化政策方向。[9]
- 6月6日：林佳龍向行政院院長錫堃報告臺視與華視轉型規畫案，初步擬由政府出資新台幣20億元收購臺視與華視的民股，再將公股捐給公視，組成「公共媒體集團」；臺視與華視納入公共媒體集團經營後，仍可營利、播廣告，兼具民營化性質[10]；游錫堃對此案表達原則支持，並要求與各界繼續溝通。[11]林佳龍說：「具有民營化活力的公共化提案，它目的就是要提醒黨政軍退出媒體。所以在未來公共化集團形成後，政府不但不會掌握媒體，而且可以促成黨政軍退出媒體。」[12]同日，針對臺視與華視可能統一由公視統籌營運的爭議，民主進步黨立法委員彭添富表示，臺視、華視等6家電視臺「公視化」，就要受公視非營利性質的限制，國家財政負擔相當龐大，即使在黨內也有不同意見，阻力很大；臺灣團結聯盟立法院黨團副總召集人程振隆則說，行政機關不應過度介入媒體營運，臺視與華視公共化將有「國營化」的疑慮、不利媒體正常營運；親民黨立法委員龐建國則說，他不反對豐富國內公共電視資源，但他質疑臺視與華視都公共化的必要性。[11]
- 6月23日：行政院會議召開第2895次會議，決議通過函送行政院新聞局所擬《無線電視事業公股處理條例草案》至立法院審議。[13]
- 9月20至21日：公共電視文化事業基金會（公視基金會）於國家圖書館國際會議廳舉辦「台灣電視媒體大未來」國際研討會，「深入探討公共化、國際合製、黃金時段經營策略；並且探索極端化報導趨勢下，媒體促進多元包容的存在價值。」[14]

### 2005年
- 4月1日：行政院新聞局局長姚文智接受中央通訊社（中央社）專訪時表示：⑴該年底前完成華視與臺視釋股之後，希望朝「華視公共化，臺視民營化」方向規劃；⑵未來的公共廣播電視集團是「華視、公視、客家電視臺再加原住民電視臺」，政府將投入更多資源，希望製作更優質節目。[15]
- 5月18日：行政院會議決議通過《無線電視事業公股處理條例草案》，確立「一公一民」政策：⑴華視公共化，臺視民營化；⑵讓華視與臺視公股於立法後完成釋股，股權捐給公視基金會後，由公視基金會成立公共化集團，主導無線電視製播公共化節目，提升公共化品質。[16]
- 8月24日：行政院會議決議通過《公共廣電與文化創意、數位電視發展兩年計畫》，未來兩年內從擴大公共建設特別預算投入新臺幣92億元建構「海外國際頻道」、「境內外語頻道」、「兒童少年頻道」及「公民美育頻道」，發展高畫質數位電視（HDTV）、可傳送數位互動電視節目的流動電視（DVB-H/IPDC），建構無線數位電視第二單頻網以提供30個無線數位電視頻道，建立數位典藏片庫以妥善保存公共影像資源。行政院新聞局局長姚文智說，海外國際頻道希望以臺灣的觀點製播國際新聞，並讓世界了解臺灣的風土人情、聽到臺灣的聲音，從臺灣內部與國際接軌；境內外語頻道預計2006年開播，主要使用英語，服務境內的外籍人士、觀光客、外籍勞工、外籍新娘等族群；兒童少年頻道預計2007年開播，主要服務兒童及少年，還可讓他們享有自主傳播權；公民美育頻道預計2007年開播，與教育部合作培養公民美學、涵養文化藝術。公視基金會總經理胡元輝解釋，新臺幣92億元中，58億元用於建置硬體設備，34億元用於節目製作及行政人事費用，所以海外國際頻道、境內外語頻道、兒童少年頻道、公民美育頻道與即將公共化的華視合計兩年內每月營運經費不到新臺幣三千萬元。[17]
- 8月25日：華視總經理江霞說，可以要華視公共化，但絕不能是要華視「公共電視化」：「公共電視基金底下，在內湖的公共電視，跟公共化以後的華視，其實應該是平行的，不是溶在一起的。這一定要分得非常清楚。因為華視必須在商業機制下，去自給自足，才不會被淘汰。」華視執行董事林奎佑（魚夫）則說，行政院新聞局規劃10個公共頻道，但這是沒有必要的規劃：「英國BBC一年要（新台幣）2000億（元）的預算，日本NHK也是（新台幣）2000億（元）；如果這樣做下去，我們一年大概要編列一個退輔會的預算吧！」[18]
- 9月20日：藝人方芳帶領華視員工前往立法院陳情，擔憂華視公共化過程會剝奪華視員工的工作權。[19]
- 10月3日：行政院經濟建設委員會（經建會）委員會議決議，將行政院新聞局《公共廣電與文化創意、數位電視發展兩年計畫》及教育部《全民終身學習、文化知識教育養成專案計畫》納入「新十大建設計畫」，兩者總經費分別為新臺幣80.92億元及新臺幣11.25億元。[20]
- 10月16日：中華電視公司企業工會（華視工會）提出一份措辭強硬的說帖強調，華視工會不反對華視公共化政策，但反對粗糙的政策推行。
- 12月15日：媒改社與媒觀會合辦「媒體改革不能跳票」記者會並發布共同聲明稿，要求陳水扁政府落實「黨政軍退出無線電視」及「無線電視公共化」承諾，反對陳水扁政府改採信託方式處理華視與臺視公股。聲明稿中，媒觀會與媒改社表示有條件接受華視與臺視「一公一民」，亦即「華視百分之百公共化，臺視私有化」。媒改社主張：「由於近年來政府所派任之華視經營團隊在政治立場與內部管理上都有不適任之爭議事件發生，因此媒改社主張：華視公共化過程中，撤換官派董事的同時，也應撤換總經理。有關華視總經理江霞企圖將董事身分由『政府法人』轉為『自然人法人』之傳聞，我們表達強烈的反對，同時主張：華視高層立即停止任何重大公司決議，進行看守工作，維持華視內部穩定運作。」[21]
- 12月25日：該日傍晚，臺視董事長賴國洲、臺視總經理鄭優、華視董事長周蓉生、華視總經理江霞、臺視公股董監事與華視公股董監事集體請辭，並發表〈代表公股董監事共同請辭聲明〉：⑴請政府相關主管部門迅速覓定適當接手人選，務使臺視與華視得以穩定營運，並確保所有同仁之工作權益；⑵請立法院朝野政黨捐棄成見，早日完成《無線電視事業公股處理條例》之立法程序，讓「黨政軍退出媒體」的改革政策儘快邁開步伐。[22][23][24]
- 12月26日：行政院新聞局局長姚文智說，當初政府承諾編列預算購買華視民股以讓華視完全公共化，但因財政部與行政院主計處有意見，所以將華視公共化方式改為公視自己購買華視股份，行政院新聞局要達成華視百分之百公共化的態度從來沒變；但媒觀會認為，這項新方案過於草率，因為股權交換牽涉到太多精密計算，行政院新聞局的改變會讓華視公共化充滿變數，如果無法百分之百公共化，那麼以後公共廣播電視集團將面臨嚴重的運作危機。[25]
- 12月28日：姚文智投書《中國時報》表示，現在政府的媒體政策是：第一，要把華視重建為具有民營化活力的公共化電視臺，行政院新聞局認為公視有能力買下華視民股，因此政府不會再編列預算；第二，為了解決南北資訊落差，行政院新聞局要求華視必須在五年內把電視臺遷移到南臺灣；第三，媒體改革過程中，一定會保障員工權益，兼顧公平正義原則。同日，國立政治大學新聞學系主任馮建三表示，好不容易朝野政黨都已經同意要以編列預算的方式讓華視儘快完全公共化，要不是行政院新聞局臨時變卦，《無線電視事業公股處理條例》早就可以三讀通過。[26]

### 2006年

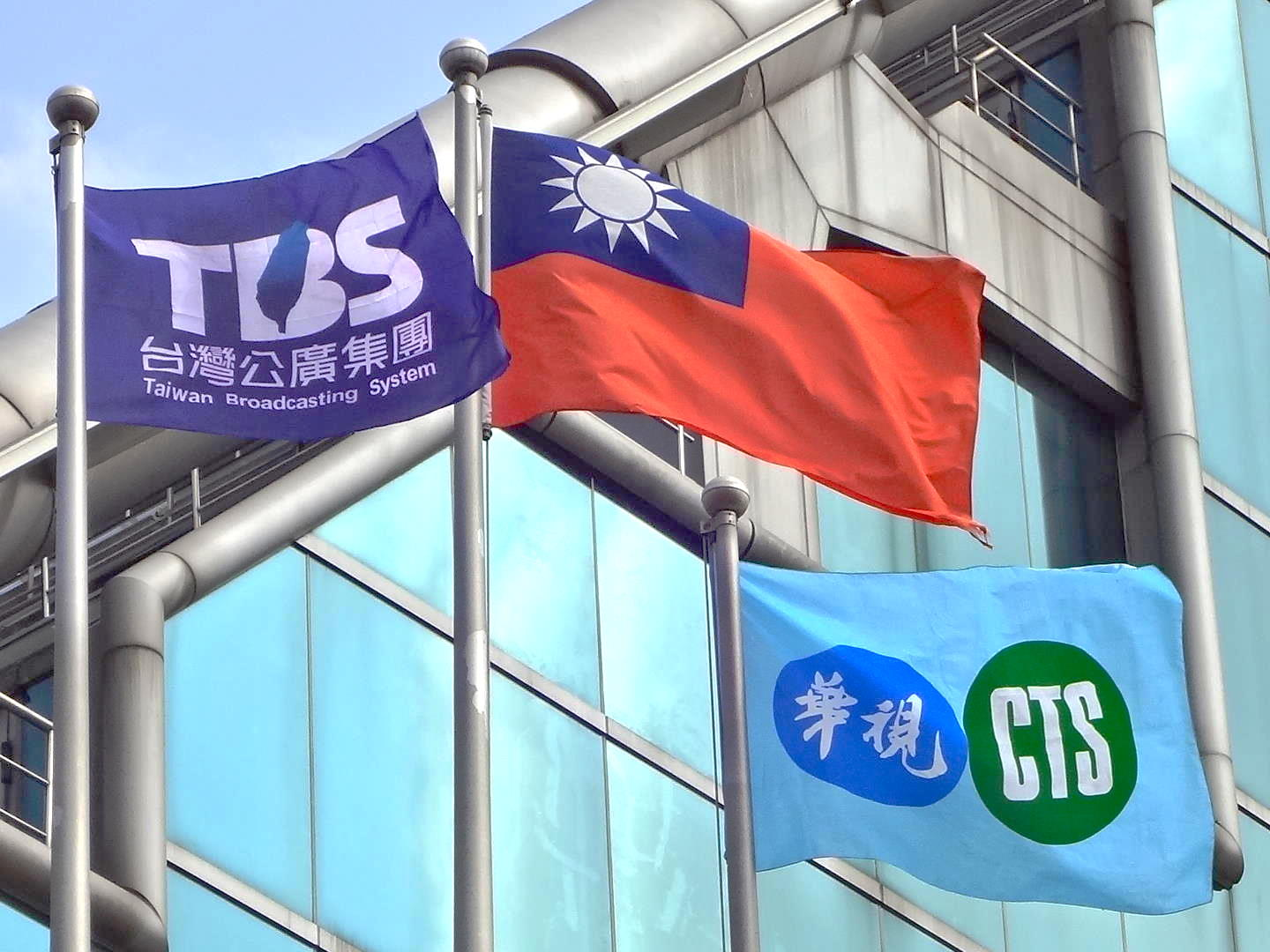
公廣集團旗、中華民國國旗與華視旗

- 1月3日：立法院會議三讀通過《無線電視事業公股處理條例》草案。
- 1月18日：《無線電視事業公股處理條例》公布實施，該條例第十四條第三項明定：「政府機關（構）應將持有公共化無線電視事業之股份，附負擔捐贈財團法人公共電視文化事業基金會（以下簡稱公視基金會）」、「政府編列預算招標採購或設置之客家電視、原住民電視、臺灣宏觀電視等頻道節目之製播，應於本條例公布施行後之次年度起交由公視基金會辦理。」在附帶決議中要求：為平衡南北發展、縮減資訊落差，支持公共廣電集團未來五年內朝向「南部設臺」發展，並於未來列入《公共電視法》修法。中國國民黨立法委員洪秀柱表示，《無線電視事業公股處理條例》通過後，公共廣電集團未來將整合成為龐大的媒體集團，每年政府光是編列經費就要新台幣數十億元，「恐怕會是大錢坑」；民主進步黨立法委員管碧玲則坦承，「公共化來得太快」，目前只能「且戰且走」。[27]
- 1月13日：公視基金會公開徵求外界推薦華視總經理人選，並成立華視總經理審薦小組，進行遴選作業。
- 1月16日：黎明文化事業基金會捐贈華視股份給公視基金會。
- 2月20日：華視總經理推薦人選產生，小野獲得公視基金會董事會三分之二以上董事投票通過接任華視總經理。
- 3月20日：公視基金會董監事聯席會議決議：為強化華視未來營運效能，將全數參與華視董監事會之運作。
- 3月31日：公視基金會的十一位董監事及其推薦的六位專業人士，與六位民股代表組成華視董事會，並召開第一次董監事聯席會議。會中，選出公視基金會董事長陳春山為「無給職」（無薪資）的華視董事長，亦通過總經理小野、副總經理高武松及多位相關主管的人事任命案。華視達成公共化的目標。
- 7月1日：公廣集團正式成立，分別在公視基金會與華視舉行揭牌儀式；同日下午，公廣集團在國立國父紀念館舉行「I Love TBS：公廣集團開跑嘉年華會」，孫翠鳳、張玉嬿、王曉書等藝人一同出席響應公廣集團發起的「新電視運動：我，健康看電視」。[28][29]
- 7月12日：公廣集團原住民族電視臺及客家電視臺諮議委員會正式成立。
- 12月22日：親民黨立法委員李永萍召開《公共電視法》修法公聽會，前公視基金會董事長吳豐山及胡元輝等前後任公視主管全數出席；未受邀請的客家電視臺及原住民電視臺員工到場抗議，公視基金會用不公開透明的考試變相裁員，違背保障員工工作權之承諾，造成客家電視臺36%員工及原住民電視臺50%員工面臨失業或被強迫接受三個月的定型契約；小野批評，公視基金會處處干預華視、強迫華視照公視的方式走，導致華視成為「非公非商」的「四不像」，他不惜辭職捍衛華視權益；胡元輝強調，這是誤會，公視基金會願意好好檢討。[30]

### 2007年
- 1月1日：依據《無線電視事業公股處理條例》第十四條第三項，客家電視臺、原住民電視臺、臺灣宏觀電視加入公廣集團。原住民電視臺同時改名為「原住民族電視臺」。
- 3月5日：公視基金會副總經理陳申青表示，預計5、6月間選出公廣集團在南臺灣建臺的場地，希望兩年內完成建臺，「目前規劃是建立一個完整的新電視臺，而不是先前所傳將公視或華視南遷。」[31]
- 4月：公廣集團成立公民新聞網站《PeoPo公民新聞平臺》，網址定為「www.peopo.org」。
- 8月8日：行政院新聞局局長謝志偉表示，行政院新聞局正在與專家學者及相關媒體規畫成立「臺灣國際頻道」，以英語與華語為臺灣發聲，但經營形式非官方性質，預計八個月到一年內籌設完成，所需經費約新臺幣二十餘億元，相關細節將再研議；他強調，這個國際頻道不會是「政府的」，目前還未敲定最後方式，最理想的狀況是成立獨立的電視臺[32]。謝志偉強調：許多國家除擁有本國語言發音的國際頻道外，至少還有一個英語頻道；中國中央電視台也有華語臺、英語臺，實際作為是「包抄臺灣」，將推廣中國形象、政治論述應用得淋漓盡致；因此，臺灣成立國際頻道已非常急迫了。[33]但輿論普遍認為「臺灣國際頻道」是陳水扁政府架空公廣集團、操控媒體、背叛「黨政軍退出媒體」之舉，「臺灣國際頻道」無疾而終。
- 8月9日：媒觀會董事長管中祥抨擊行政院新聞局：新聞局在臺灣國際頻道規劃的遠程目標便載明：制訂「臺灣國際電視頻道設置條例」，由政府每年編列預算出資成立財團法人，指揮體系則由行政院、國安會層級組成「指導委員會」作為上位指導機關；該財團法人設立董事會為最高權力機關，旗下設總經理，統籌營運管理業務。從新聞局的規劃來看，未來臺灣國際頻道「獨立電視臺」雖然為財團法人，但仍將受制於行政院、國安會層級的「指導」；這樣的遠程目標充分曝露了，新聞局腦中的國際頻道仍未脫離政治控制與政策宣傳的思維。
其實，會有這樣的思維與規劃，並無須訝異。民進黨政府並無心於媒體改革與媒體的獨立自主：從過去臺、華視領導階層的安排，以及不從制度、法律解決外資（包括中資）操控本地媒體與財團壟斷問題來看，便可清楚民進黨執政後的媒體政策思維。另一方面，此次「臺灣國際頻道」的設立規劃更顯露出：民進黨政府口中的公廣集團的媒體改革政策，只是自我背叛的承諾。……
新聞局的舉措一再自打嘴巴，幾任的新聞局像是一個個「創意總監」，卻缺乏苦幹實幹、腳踏實地的台灣精神，不僅在玩弄公廣集團，也背叛自我的承諾。如果民進黨政府真有心改革媒體，新聞局真的希望成立一個獨立、非官方的海外國際頻道，就踏踏實實完成2005年所作的規劃，進行相關的遊說與修法，並且立即編列華視的負附擔捐贈，修改《公共電視法》，讓公廣集團更有能力負起展現多元文化、促成文化交流職責；否則，不僅台灣的海外頻道只不過是在複製50年代冷戰時期的國際政治宣傳產物，而媒體改革恐怕也將斷送在一個個眼高手低的「創意總監」之手。[34]
- 8月12日：管中祥與媒改社召集人羅世宏抨擊行政院新聞局：新聞局這次在「臺灣國際頻道」規劃草案遠程目標載明：制訂「臺灣國際電視頻道設置條例」，由政府每年編列預算出資成立財團法人，指揮體系則由行政院、國安會層級組成「指導委員會」作為上位指導機關。開什麼玩笑？如此界定政府與海外國際頻道的關係，未來這個「獨立建臺」的臺灣國際頻道將受制於行政院、國安會層級的「指導」。……
另設臺灣國際頻道，並非現階段善用國家資源發展廣電事業的最佳作法。新聞局不如儘速修訂公共廣播電視法。公廣集團自去年7月起陸續納入華視、客家、原民、宏觀等頻道以來，亟需一部合身的公共廣播電視法，明訂充足與穩定的經費來源，儘速實現政府過去對壯大公廣集團所許下的諸多承諾。此外，政府各權責部門優先振興臺灣影視產業疲弱不堪的製作與發行能量，並且根本性的改善新聞頻道氾濫造成的種種媒體亂象，遠比設立以英語和華語播出的國際頻道更為迫切。
我們建議：由公廣集團主導，是最能兼顧國際頻道獨立性、本土文化價值和公共性的選項，也最沒有政媒不分、黨同伐異的後遺症或副作用。況且，由僑委會編列預算、自今年1月起納入公廣集團的宏觀衛星電視已經存在多年，不需再疊床架屋了。[35]
- 8月13日：媒改社社員唐士哲、魏玓抨擊行政院新聞局：有影響力的國際新聞頻道，不可能侷限於宣揚或推銷單一國家形象。這些頻道的新聞會獲得國際媒體採用，其觀點足以影響國際視聽，主因正是在報導走向上做到不為特定政治立場服務。……新聞局長既已表明成立國際頻道是要對抗中國、突破國際封鎖，賦予如此鮮明的政治任務，卻又聲稱頻道採獨立經營，已是自我矛盾。……
新聞局規劃的國際頻道，要在第一年拿出（新臺幣）二、三十億（元）補助，且在一年內開始運作；但第一年之後呢？如果只是抱著且戰且走的心態，勢必是一場災難。
事實上，如果新聞局不健忘，兩年前該局提出的「公共廣電與文化創意、數位電視發展兩年計畫」中已載明，希望在成立公共廣電集團後，結合原有的宏觀頻道發展為「海外國際頻道」。這原本就是一個較能符合上述理想標準的規劃。新聞局既荒怠這項現成計畫，除了證明其執政無能之外，打的算盤要不是另起爐灶以方便控制、就是選舉到了亂開支票。[36]
- 9月7日：行政院新聞局公廣集團選址小組決定，將公廣集團籌設的南部營運中心設於高雄市，並以位於高雄多功能經貿園區內的原臺灣鋁業公司（臺鋁）廠房為基地[37]；公廣集團計畫投資新臺幣三十四億元，以三年半的時間興建南部營運中心。[38]

### 2008年
- 8月25日：公廣集團於高雄市啟用「南部多功能攝影棚」，落實「南部發聲」理念。[39][40]

### 2010年
- 10月14日：媒觀會與澄社發起「公視董事會提名審查應透明化與公共化——我們對『災後重建公視』的呼籲」連署，聲明稿同時抨擊中國國民黨與民主進步黨：

民進黨執政時，雖修法促成黨政軍退出廣電媒體，宣佈成立公廣集團；但卻未曾積極修改法規，公廣集團並未真正公共化。而2007年，民進黨舉行第四屆公視基金會董監事改選時程序草率，也為公視發展立下不當示範：不僅部分董事當選人未獲徵詢，亦有公開反對成立公共廣電集團者獲得提名；立院進行審查時，審查委員當場才看到候選人資料，憤而離席抗議過程太過匆促草率，造成公視董監事提審過程嚴重瑕疵。
國民黨長年利用國會多數凍結公視運算，使公廣集團無法正常運作。2008年，國民黨重新執政後，不僅未提出完整的傳播政策，也不願解決公廣集團法規未臻完備及財政不足的窘境；相反的，卻利用國會多數，作出干預公視營運的決議。後更擴增公視董事會人數，將手伸入公視，過程粗暴，使公廣集團的運作陷入政治惡鬥的漩渦，不僅公視員工士氣受挫，多年來台灣公共媒體建立的正當性與公共性也面臨風雨飄搖的困境。

### 2011年
- 5月，趙雅麗接任公廣集團董事長，成為公廣集團首位女性董事長。

### 2012年
- 5月20日：行政院新聞局遭裁撤，文化部成立，文化部影視及流行音樂產業局接手管理公廣集團。
- 8月17日：國家通訊傳播委員會（NCC）傳播營運管理處專門委員詹懿廉說，因應電視數位化政策，NCC已提出《有線廣播電視法》部分條文修正草案，修正後華視教育文化頻道將與原住民族電視臺及客家電視臺一樣列為有線電視業者必載頻道，保障公共教育、文化推廣功能。[42]

### 2013年
- 6月29日：台灣客家智庫、台灣客家聯盟與台灣客社在立法院舉行記者會，台灣客家智庫理事長曾年有說，客家電視台不應再「妾身未明」、以「指定標案」形式存在，盼政府重視客家電視台定位問題；前客家電視台執行長陳板說，外界一直認為客家電視台是台灣公共廣播電視集團成員，實際上客家電視台未被納入《公共電視法》，客家電視台只是以「指定標案」方式由客委會編列預算委託公視基金會辦理，公視基金會董事會中有「客家電視諮議委員會」管理客家電視台，客家電視台整體制度面不完備、沒有開創性、更無從談及未來展望；客家電視台創台籌備小組召集人楊長鎮則說，公視基金會第五屆董事會好不容易成立，其中卻沒有客籍董事，不僅違反《公共電視法》「選董事應顧及性別及族群之代表性」規定，也令人擔憂客家電視台未來發展[43]。
- 7月29日：曾任行政院新聞局局長的公視董事長邵玉銘兼任華視董事長。

### 2014年
- 1月1日：原住民族電視臺改由原住民族文化事業基金會經營，退出公廣集團，總部遷入中國電視大廈五樓。
- 2月20日：公布華視新任總經理人選，由王麟祥接任；同年3月3日正式上任。

### 2015年
- 7月上旬：公視董事會正式通過華視資產活化案。

### 2016年
- 7月1日：台灣公共廣播電視集團成立10週年。
- 7月6日：公視頻道和型態進行調整，公視HD台更名為「公視3台」，公視主頻、2台跟客家電視台升級HD訊號播出[44]。而原住民族電視臺自當日起也獲得公視協助租用頻道，至31日止以HD訊號試播節目。
- 8月1日：公視受原住民族電視臺委託，即日起正式以HD代播該台節目。
- 9月26日：前行政院文化建設委員會主任委員陳郁秀接任台灣公共廣播電視集團董事長，成為公廣集團第2位女性董事長。
- 12月22日，華視第23屆董事會第三次會議，郭建宏獲得超過半數董事支持當選公廣與華視總經理[45]。

### 2017年
- 2月3日，因配合直播立法院會議，華視綜合娛樂台停播，國會頻道1台與國會頻道2台無線電視平台開播；網路直播訊號提前在2月2日開播。
- 12月21日，華視宣布和愛爾達電視合作直播2018年世界盃足球賽。相隔16年後世界盃足球賽直播重返華視。

### 2018年
- 1月1日，台灣宏觀電視停止營運。
- 1月11日，華視總經理郭建宏去年風光上任，原任期到2020年，遭無預警解職後，他召開記者會反駁董事長陳郁秀的「指控」[46]。華視董事會說出7大罪狀，並提出一張數千元報銷發票，指稱是郭建宏不在國內的支出，以此逼退郭建宏下台。郭建宏表示，全部都是莫須有的事、惡意抹黑，他一定提告[47]。
- 1月18日，文化部表示，文化部自從鄭麗君上任部長以來，即啟動公廣集團發展之檢討，並展開研擬修正《公共電視法》為「公共媒體法」；本次修法，將因應數位匯流發展趨勢，整合公視、中央社及中央廣播電臺（央廣）資源以擴大公共媒體服務體系，也將檢討董監事選任程序，確保營運本諸獨立自主精神及落實公共課責[48]。
- 1月24日，鄭麗君表示，文化部正在草擬「公共媒體法」，整合公視、華視、中央社、央廣，並明定設立「公共媒體發展基金」以維繫公共媒體獨立性[49]。此言引發異議[50]。
- 3月8日，華視董事會選出原華視新聞部經理莊豐嘉接任總經理。
- 8月8日，華視工會在華視大樓前抗議華視「人力精實計畫」預計裁員80人，公視工會、中央社工會、央廣工會都出席聲援，高喊「完善公廣政策，反對惡意資遣」。台北市產業總工會總幹事陳淑綸批評，總統蔡英文聲稱台灣要有好的公共媒體、要搞「大公廣」，但公廣集團每次上面一換人、一換政策，旗下媒體不是裁員就是勞動條件下降[51]。

### 2019年
- 7月1日，原「公視2台」改版更名為公視台語台，成為第一個具公共性質的台語電視頻道。

### 2021年
- 2021年3月31日，NCC委員會議通過中嘉網路旗下12家有線電視系統業者及聯維、寶福、南國有線電視申請華視新聞資訊台遞補52頻道案[52]；全台約124.5萬觀眾將可在52頻道收看華視新聞資訊台，市占率約25.58%。[53]當天華視也宣布中嘉網路為華視新聞資訊台有線電視上架總代理。

- 2021年4月9日，華視臨時董事會通過壹電視新聞台前總編輯陳雅琳擔任華視新聞資訊台首任台長，5月3日上任並主播《華視晚間新聞（1900）》[54]。

- 2021年4月19日，中嘉網路旗下有線電視系統業者及聯維、寶福、南國有線電視，上架或移頻華視新聞資訊台至第52頻道。

- 2021年6月16日，NCC委員會議通過台灣數位光訊科技旗下有線電視系統業者及大台中數位有線電視申請華視新聞資訊台遞補52頻道案[55]；全台約176萬觀眾將可在52頻道收看華視新聞資訊台，市占率約36.4%。

- 2021年7月1日，公廣集團成立屆滿15週年。

### 2022年
- 2022年4月20日，華視新聞資訊台誤將兩岸開戰測試跑馬播出；引發恐慌 。時任董事長陳郁秀和時任代理總經理陳雅琳隔日請辭負責。4月26日選出時任董事鄭自隆接任華視董事長並兼任總經理。

- 2022年5月9日，選出第7屆董事會；5月21日胡元輝當選新任董事長。

- 2022年8月1日，胡元輝兼任華視董事長。

- 2022年9月3日，三立電視新媒體事業群前副總經理藍宜楨出任華視總經理。

- 2022年10月3日，Taiwanplus電視頻道正式開播。

### 2023年
- 2023年6月8日，客家電視台舉辦20週年台慶活動記者會，並更新公布客家電視台第二代官方識別標誌。

- 2023年6月21日，總統令修正公布《公共電視法》[56]，客家電視台正式成為公視基金會所屬頻道。

- 2023年7月1日，公廣集團成立屆滿17週年、公視成立屆滿25週年、客家電視台成立屆滿20週年。

- 2023年10月3日，Taiwanplus電視頻道正式開播屆滿1週年。

- 2023年10月12日，藍宜楨因健康因素而請辭華視總經理，由公視總經理徐秋華暫時代理兼任。

- 2023年10月31日，華視成立屆滿52週年。

### 2024年
- 2024年1月28日，國立政治大學新聞系教授兼報導者基金會董事長、公視暨華視董事劉昌德接任華視總經理。

- 2024年6月17日，公廣集團（華視、公視）團隊取得2024巴黎奧運&帕運轉播權

- 2024年8月13日，原「公視3台」改版更名為小公視，由8月13日至8月19日試播，8月20日正式播出。

## 歷任首長

### 董事長
| 任    | 姓名   | 任期                         | 備註 |
| ----- | ------ | ---------------------------- | --- |
| 第1任 | 陳春山 | 2006年7月1日－2007年12月     | 律師、大學教授、首任公廣集團董事長。 |
| 第2任 | 鄭同僚 | 2007年12月－2010年9月        | 國立政治大學教育學系副教授，曾任公共電視文化事業基金會董事長。 |
| 第3任 | 陳勝福 | 2010年9月－2011年5月         | 明華園團長。 |
| 第4任 | 趙雅麗 | 2011年5月－2013年10月        | 淡江大學教授，首位公廣集團女性董事長兼任總經理。 |
| 第5任 | 邵玉銘 | 2013年10月-2016年10月        | 曾任行政院新聞局長、中國國民黨副秘書長 |
| 第6任 | 陳郁秀 | 2016年11月－2022年4月22日    | 曾任行政院文建會主委、第2位公廣集團女性董事長。 |
| 代理  | 鄭自隆 | 2022年4月29日－2022年5月19日 | 國立政治大學廣告系專任教授。 |
| 第7任 | 胡元輝 | 2022年5月20日-至今           | 國立中正大學傳播學系教授、中正大學社會科學院副院長暨代理院長、公視董事長（兼任華視董事長）、台灣事實查核教育基金會董事長；曾任台視總經理、中央通訊社社長、公視第三任總經理。 |

### 總經理
| 任           | 姓名   | 任期                          | 備註 |
| ------------ | ------ | ----------------------------- | --- |
| 第1任        | 李遠   | 2006年7月1日－2008年1月       | 作家、首任公廣集團總經理，現任文化部部長。                                                                   |
| 第2任        | 陳正然 | 2008年1月－2010年9月          | 蕃薯藤數位科技公司執行長。                                                                                   |
| 第3任        | 王麟祥 | 2010年9月－2011年2月21日      | 高點電視台董事長。                                                                                           |
| 第4任        | 周建輝 | 2011年2月21日－2012年1月20日  | 曾任台北市政府市政顧問、 現任台灣索尼音樂娛樂中國大陸暨台灣首席執行官。                                      |
| 第5任        | 趙雅麗 | 2012年1月20日－2012年9月14日  | 以董事長身分兼任。                                                                                           |
| 第6任        | 關尚任 | 2012年9月14日－2014年3月1日   | 曾任國科會台灣科普傳播事業發展計畫主持人、 公共電視第一屆董事。                                              |
| 第7任        | 王麟祥 | 2014年3月1日－2016年12月31日  | 第二度回鍋擔任，高點電視台董事長。                                                                           |
| 第8任        | 郭建宏 | 2016年12月31日－2018年1月11日 | 映畫傳播董事長                                                                                               |
| 代理         | 陳郁秀 | 2018年1月11日－2018年3月8日   | 以董事長身分暫代。                                                                                           |
| 第9任        | 莊豐嘉 | 2018年3月9日－2022年1月21日   | 曾任台灣日報總編輯、中央社副總編輯、新頭殼總製作、 公民監督國會聯盟公民資訊頻道小組召集人、華視新聞部經理    |
| 代理         | 陳雅琳 | 2022年1月22日－2022年4月22日  | 以華視新聞資訊台台長身分暫代。                                                                               |
| 第10任(暫兼) | 鄭自隆 | 2022年5月4日-2022年8月1日     | 中華電視公司第二十三屆第十一次臨時董事會議決議由鄭自隆暫兼總經理。                                           |
| 代理         | 劉俊麟 | 2022年8月2日－2022年9月3日    | 副總經理暫代。                                                                                               |
| 第11任       | 藍宜楨 | 2022年9月3日－2023年10月12日  | 曾任三立電視副總經理、東森電視副總經理                                                                       |
| 代理         | 徐秋華 | 2023年10月13日－2024年1月27日 | 公視總經理暫代兼任。                                                                                         |
| 第12任       | 劉昌德 | 2024年1月28日－               | 曾任國立政治大學新聞系副教授、助理教授、教授、中正大學傳播系助理教授、報導者基金會董事長、公視董事、華視董事 |

## 經費來源
- 公視的經費來源，除了金額逐年遞減的政府捐贈之外，主要有：

1. 企業贊助：由公、私立機構或企業團體提供經費，贊助播出之時段或節目，但不得促銷特定商品或服務，不得與節目題材有任何關聯或暗示，不得參與任何節目製播過程。
2. 個人捐贈：成立「公視之友」會員制度，會員以捐款的方式贊助公視，公視提供適當的回饋給會員。公視舉辦文化、教育、殘障等公益活動時，會邀請會員擔任志工。
3. 其他財源：促銷與公視節目相關之錄影帶、圖書資料、教材及副產品等。公視攝影棚、剪輯、音效等設備，在法規允許的範圍內且行有餘力時，予以出租，供其他傳播公司、大學相關科系付費使用，以合理的租金做為硬體維護費用。

- 華視所適用的法律是《公司法》而非《公共電視法》，所以是公廣集團中唯一沒有任何政府預算或補助的電視臺，完全依賴廣告業務收入，自負盈虧。
- 客家電視臺、臺灣宏觀電視的經費主要是來自政府預算，由各相關的政府單位（客家委員會、僑務委員會）編列預算；不足的部分，必須由各電視臺自己籌措。

## 旗下頻道
- 華視
  - 華視主頻
  - 華視教育體育文化台
  - 華視新聞資訊台
  - 國會頻道

- 公視
  - 公視主頻
  - 公視台語台
  - 小公視
  - 公視戲劇台
  - TaiwanPlus (Taiwan+)
  - 公視+

- 客家電視台

## 新聞平臺與相關服務

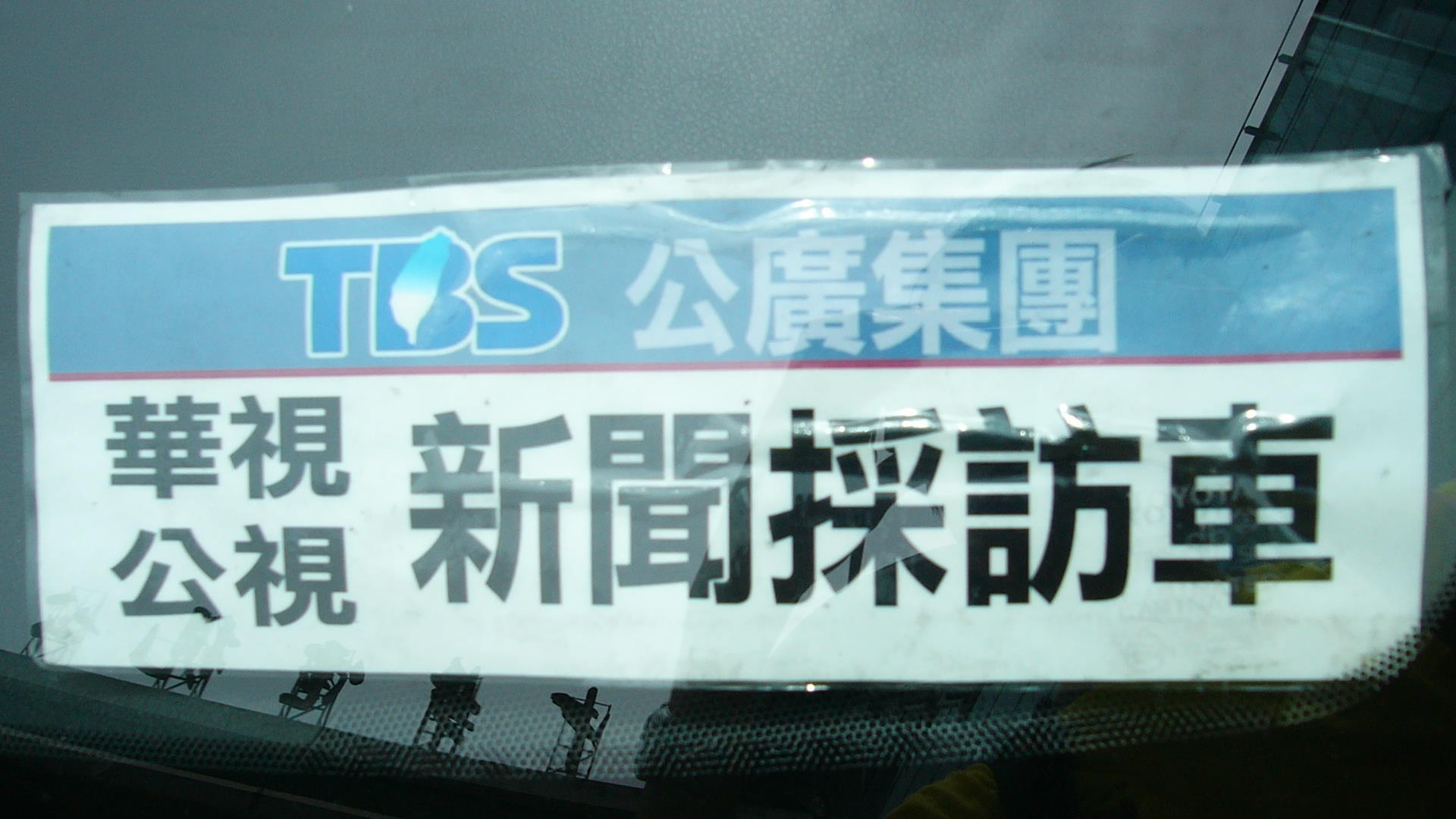
公廣集團華視公視新聞採訪車標示牌

依據公廣集團“資源整合”的原則，華視新聞部與公視新聞部的資源（人力資源、新聞影片等）是共享的，稱為“公廣集團新聞平臺”，簡稱“公廣新聞”，2006年8月正式上線，是公廣集團第一個整合的部門；但是磨合不到八個月，公廣集團新聞平臺即正式宣告暫停運作。
2006年中華民國直轄市市長暨市議員選舉開票日（2006年12月9日）晚上，公廣集團新聞平臺首度以華視主頻道、公視主頻道聯播的方式報導最新開票結果，由余佳璋擔任主播。
2020年2月起，公視各節新聞在公視新聞網YouTube頻道發布的版本，會刪掉華視提供的新聞畫面。
與廣播電臺的策略聯盟方面，華視新聞部是與好事聯播網、亞洲廣播網合作，公視新聞部是與KISS Radio、高雄廣播電臺合作，客家電視台新聞部是與苗栗客家文化廣播電台、全球之聲廣播電台、高屏溪廣播電台合作。

### 相關服務
- 公視於2017年成立的OTT影音平台公視+

## 評論
- 媒體改造學社認為：「公共廣電集團是以公共服務為目的，他們也就能真正從公眾的角度出發，提供滿足公眾需求和必要的內容安排。」[58]
- 媒觀會董事長管中祥認為，公視員工與華視員工的擔憂「誰是老大」，公視與華視不同的組織文化與經營取向，政府部門原應編列的特別預算及附負擔捐贈的未到位，《公共電視法》修正草案（提供長期且穩定的公廣集團法定財源）仍未步出行政院，以及公廣集團未能有效整合內部能量與匯集社會力量向政府部門施壓，都是公廣集團整合過程所面臨的問題。[59]
- 前華視新聞部經理陳季芳批評：「兩年多前（2006年7月1日），公視硬把華視拉進所謂的公廣集團，華視有變好了嗎？恐怕更差吧！公視和華視現在是『兩個董事會一班人馬』，華視是商業體質。如果你們那麼厲害，那麼華視就應該大賺錢去貼補公視了；結果呢，是兩邊都賠，全體國民貼錢。這讓人不得不懷疑，公視拖著華視可不是表面上的什麼『頻道公有』，而是想華視上百億的資產和土地吧！假如純粹是頻道公有，那麼，公視有自己的大樓、用不完出租了，華視有更多的大樓、也出租了，這些用不完而閒置而出租的資產以及非本業的收入，是不是該還給政府或全體國民；就像中廣不當取得的資產一樣，好好算一算，該還就還？當初給錢是用於做優質節目，可不是房地產。這也是立法院必需嚴格監督的地方。這些資產和土地，公視以『獨立自主』的說法給賣了，錢也花了，該怎麼辦？」[60]
- 國立政治大學廣播電視學系教授暨前華視總經理關尚仁認為，公廣集團把服務的理想放在華視身上，卻又要求某些時段不能播映廣告，把公視該做的事延伸到華視，這是結構性問題；主管單位必須檢討，華視是「幫助公視」還是「拖垮公視」。[61]
- 人間衛視總監汪仁玠批評：「所謂的公廣集團更不過是虛有其表罷矣！表面上看來，公廣集團旗下擁有公視、華視、客家、原民、宏觀五個頻道；但與其名之為『集團』，毋寧視之為『集合』。華視因須自負盈虧，而必須與其他商業電視臺在資本市場進行紅海戰爭；客家、原民兩臺看似在集團旗下，但仍須由公視參加客委會、原民會的招標，且預算動支均須預先通過這兩個部會核批；純粹採取購片模式的宏觀衛視，也不過是僑委會將採購工程交付公視而已。」[62]
- 國立政治大學傳播學院教授鄭自隆認為，台灣公共媒體的困境在於民主成熟度不夠，制度怎麼改都難避免政黨色彩，造成每次政黨輪替後執政黨都將官方媒體高層「大換血」換成自己人馬，藍綠皆然。國立中正大學傳播學系教授胡元輝表示，公廣集團不是越大越好，關鍵是要有好的治理團隊[50]。胡元輝說，中央社董事長與公廣集團董事長都是有任期保障的，「執政者至少要先尊重他們的任期，不能一上台就想把前朝的人換下來」[63]。

### 引用
1. ↑  陳炳宏. . 自由時報. 2017-09-30  [2022-11-25]. （原始内容存档于2022-11-25） （中文（繁體））.
2. ↑  陳鵬宇. . 勁報. 2001-10-29 （中文（繁體））.
3. ↑  白倩瑜; 高志宏; 楊育昇. . TVBS新聞網. 2003-02-11  [2015-11-05]. （原始内容存档于2016-08-13） （中文（繁體））.
4. ↑  . 媒體改造學社. 2004-03-16  [2015-01-13] （中文（繁體））.[永久]
5. ↑  . 媒體改造學社. 2004-05-16  [2008-10-11] （中文（繁體））.[永久]
6. ↑  . 苦勞網. 2004-05-17  [2008-10-11]. （原始内容存档于2019-06-16） （中文（繁體））.
7. ↑  袁世忠. . 聯合晚報. 2004-05-17 （中文（繁體））.
8. ↑  楊雅穎; 李淑華. . 蘋果日報. 2004-05-18  [2008-03-23] （中文（繁體））.
9. ↑  . 傳學鬥電子報 (202). 2004-06-07  [2008-01-22]. （原始内容存档于2019-06-06） （中文（繁體））.
10. ↑  馮昭. . 大紀元. 中央通訊社. 2004-06-06  [2008-03-23]. （原始内容存档于2019-06-03） （中文（繁體））.
11. 1 2  蘇永耀; 李欣芳. . 自由新聞網. 2004-06-07  [2008-01-22]. （原始内容存档于2005-09-10） （中文（繁體））.
12. ↑  程沐真; 李皇龍. . TVBS新聞網. 2004-06-06  [2005-05-10] （中文（繁體））..   [2012-08-11]. 原始内容存档于2005-05-13.
13. ↑  . 行政院全球資訊網. 2004-06-23  [2008-10-11] （中文（繁體））.
14. ↑  . 財團法人公共電視文化事業基金會.   [2012-10-28]. （原始内容存档于2016-10-31） （中文（繁體））.
15. ↑  楊嘉慧. . 大紀元. 中央通訊社. 2005-04-01  [2008-02-12]. （原始内容存档于2016-03-04） （中文（繁體））.
16. ↑  李順德. . 聯合報. 2005-05-19 （中文（繁體））.
17. ↑  王貝林. . 自由電子報. 2005-08-25  [2008-05-03]. （原始内容存档于2013-03-07） （中文（繁體））.
18. ↑  . TVBS新聞網. 2005-08-25  [2005-11-03]. （原始内容存档于2005-11-17） （中文（繁體））.
19. ↑  . TVBS新聞網. 2005-09-20  [2008-05-03] （中文（繁體））.[]
20. ↑  . 行政院經濟建設委員會. 2005-10-03  [2008-03-11] （中文（繁體））.[永久]
21. ↑  . 財團法人台灣媒體觀察教育基金會. 2005-12-15  [2008-03-11]. （原始内容存档于2016-03-09） （中文（繁體））.
22. ↑  程沐真; 楊清波. . TVBS新聞網. 2005-12-25  [2008-05-03] （中文（繁體））.[]
23. ↑  徐珮君; 杜偉莉. . 蘋果日報. 2005-12-26  [2008-05-03]. （原始内容存档于2016-03-09） （中文（繁體））.
24. ↑  陳玲玲. . 自由電子報. 2005-12-26  [2007-09-03]. （原始内容存档于2007-10-31） （中文（繁體））.
25. ↑  陳信聰; 郭俊麟. . 公視晚間新聞. 2005-12-26  [2008-05-03] （中文（繁體））.[永久]
26. ↑  陳信聰; 郭俊麟. . 公視晚間新聞. 2005-12-28  [2008-05-03] （中文（繁體））.[永久]
27. ↑  李明賢. . 自由電子報. 2006-01-04  [2008-05-03]. （原始内容存档于2011-08-28） （中文（繁體））.
28. ↑  . 台灣公共廣播電視集團.   [2011-08-24]. （原始内容存档于2016-10-22） （中文（繁體））.
29. ↑  . 公視基金會. 2006-07-03 （中文（繁體））.
30. ↑  陳志平; 江聰明. . 聯合報. 2006-12-23 （中文（繁體））.
31. ↑  涂建豐; 陳奉秦; 寶智華. . 蘋果日報. 2007-03-06  [2008-03-11] （中文（繁體））.[永久]
32. ↑  吳素柔. . 中央通訊社. 2007-08-08  [2008-03-11]. （原始内容存档于2015-05-13） （中文（繁體））.
33. ↑  蔡慧貞; 楊明暐. . 中國時報. 2007-08-09 （中文（繁體））.
34. ↑  管中祥. . 台灣立報. 2007-08-09  [2008-03-11] （中文（繁體））.（页面存档备份，存于）
35. ↑  管中祥; 羅世宏. . 中國時報. 2007-08-12 （中文（繁體））.
36. ↑  唐士哲; 魏玓. . 蘋果日報. 2007-08-13 （中文（繁體））. [永久]
37. ↑  程啟峰. . 大紀元. 中央通訊社. 2007-09-07  [2008-03-11]. （原始内容存档于2019-06-02） （中文（繁體））.
38. ↑  王淑芬. . 大紀元. 中央通訊社. 2007-09-23  [2008-03-11]. （原始内容存档于2019-06-11） （中文（繁體））.
39. ↑  . 財團法人公共電視文化事業基金會. 2008-08-26  [2008-08-26]. （原始内容存档于2016-03-04） （中文（繁體））.
40. ↑  . 台灣: 中華民國電視學會. 2010-06-30: 160 （中文（繁體））. 中華民國電視學會無線電視年鑑編纂委員 編纂
41. ↑  . 台灣媒體觀察教育基金會. 2010-10-14  [2010-10-22] （中文（繁體））.（页面存档备份，存于）
42. ↑  陳偉婷. . 大紀元. 中央通訊社. 2012-08-17  [2022-11-30]. （原始内容存档于2022-11-30） （中文（繁體））.
43. ↑  曾盈瑜. . 中央通訊社. 2013-06-29  [2013-06-29]. （原始内容存档于2016-03-04） （中文（繁體））.
44. ↑  . 財團法人公共電視文化事業基金會.   [2016-06-24]. （原始内容存档于2020-05-06） （中文（繁體））.
45. ↑  . 華視新聞. 2016-12-22  [2017-03-25]. （原始内容存档于2017-04-28） （中文（繁體））.
46. ↑  蕭方綺. . 自由時報. 2018-01-12  [2018-01-12]. （原始内容存档于2018-01-12） （中文（繁體））.
47. ↑  毛敬智; 張瑞振; 郭妤. . 蘋果日報. 2018-01-11  [2018-01-11]. （原始内容存档于2018-01-31） （中文（繁體））.
48. ↑  . 中華民國文化部. 2018-01-18  [2018-09-02]. （原始内容存档于2018-09-02） （中文（繁體））.
49. ↑  鄭景雯. . 中央通訊社. 2018-01-24  [2018-09-02]. （原始内容存档于2019-06-23） （中文（繁體））.
50. 1 2  何定照. . 聯合報. 2018-01-30  [2018-09-02]. （原始内容存档于2019-06-10） （中文（繁體））.
51. ↑  王顥中. . 苦勞網. 2018-08-08  [2018-09-02]. （原始内容存档于2021-01-04） （中文（臺灣））.
52. ↑  陳世昌. . ETtoday新聞雲. 2021-04-13  [2021-04-13]. （原始内容存档于2021-04-22） （中文（繁體））.
53. ↑  . 新唐人亞太台. 2021-03-31  [2021-03-31]. （原始内容存档于2021-04-20） （中文（繁體））.
54. ↑  羅仕倫. . 華視新聞. 2021-04-28  [2021-04-28]. （原始内容存档于2021-04-30） （中文（繁體））.
55. ↑  . 華視新聞. 2021-06-16  [2021-06-16]. （原始内容存档于2021-06-24） （中文（繁體））.
56. ↑  .   [2023-06-21]. （原始内容存档于2023-06-22）.
57. ↑  . 公視新聞網. 2020-02-10  [2022-11-26] （中文（繁體））. 2分54秒起原為華視的新聞帶，因版權因素而刪減
58. ↑  . 媒體改造學社.   [2006-06-20]. （原始内容存档于2006-06-22） （中文（繁體））.
59. ↑  管中祥. . 目擊者雜誌. 2007-05  [2007-09-22]. （原始内容存档于2007-09-27） （中文（繁體））.
60. ↑  陳季芳. . 中時. 2008-12-22  [2008-12-22] （中文（繁體））..   [2010-08-27]. 原始内容存档于2010-07-29.
61. ↑  黃慧敏. . 中央通訊社. 2009-03-07  [2009-03-07] （中文（繁體））.[永久]
62. ↑  汪仁玠. . 大眾時代. 2009-05-27  [2009-05-27]. （原始内容存档于2009-06-01） （中文（繁體））.
63. ↑  呂苡榕. . 端傳媒. 2016-03-01  [2018-09-09]. （原始内容存档于2020-08-06） （中文（繁體））.

### 影片
- 臺灣公廣集團logo影片（2007年1月1日至2008年）
- YouTube上的臺灣公廣集團+公視logo影片完整版（2007年1月1日至2008年）

## 外部連結
- 臺灣公共廣播電視集團 （页面存档备份，存于）
- PeoPo公民新聞平臺（页面存档备份，存于）
  - PeoPo公民新聞的Facebook專頁
  - YouTube上的peoponews頻道
- 公視20周年專刊《播種》（页面存档备份，存于）